# Eva Murati

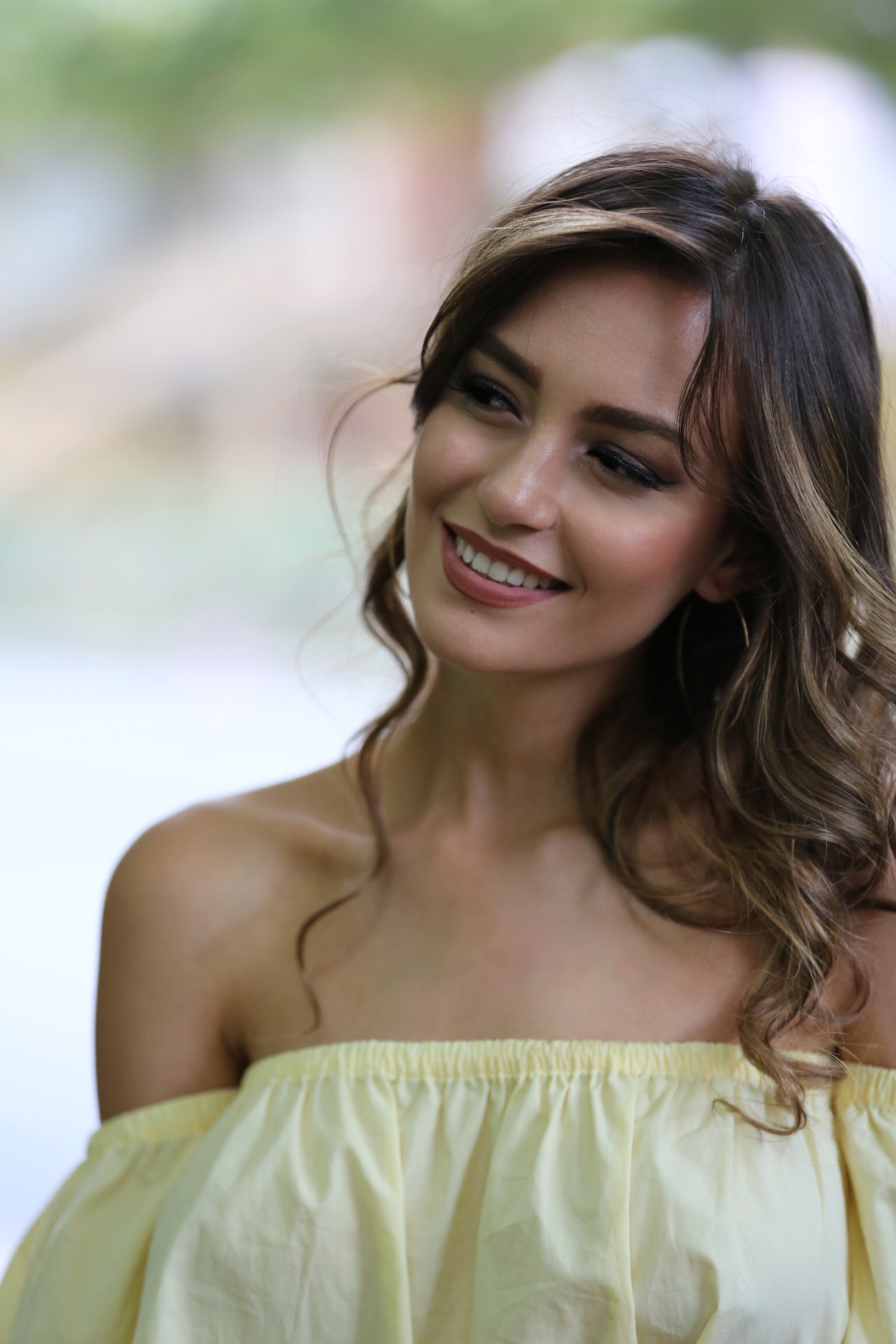
Eva Murati (2017)

Eva Murati (* 25. Mai 1995 in Elbasan) ist eine albanische Schauspielerin, Fernsehmoderatorin und Model.

## Leben und Karriere
Murati wurde in Elbasan geboren und zog im Alter von sechs Jahren mit ihrer Familie nach Tirana. Ihr Vater ist Arzt, ihre Mutter Ingenieurin. Ihr Großvater Pandi Stratobërdha war Mitbegründer der Universität Tirana und Mitglied der Akademie der Wissenschaften Albaniens. Sie schloss ein Jurastudium an der Universität Tirana ab. Muratis Karriere begann im Alter von 15 Jahren mit Auftritten in Werbespots, unter anderem für Eagle Mobile, Albtelecom und Vodafone Italia.
Ihr Schauspieldebüt gab Murati 2013 im Kurzfilm The Outlaw. Im selben Jahr war sie als Moderatorin in der Sendung Antilope tätig. Anschließend moderierte gemeinsam mit Adi Krasta die Kultursendung Duartrokitje. Es folgten Hauptrollen in den Filmen Eksod und Ti mund të më quash Xhon. 2016 war sie in der Serie Skanderbeg zu sehen.
Murati ist auch im Theater aktiv und trat in den Stücken Die Dreigroschenoper und Zwei Herren aus Verona auf.

## Filmografie
Filme
- 2013: The Outlaw
- 2016: Eksod
- 2017: Ti mund të më quash Xhon

Serien
- 2015: Kokrrat
- 2016: Skanderbeg
- seit 2019: Familja Kuqezi

## Moderation
- 2013: Antilope, Agon Channel
- 2016: Duartrokitje, Agon Channel
- 2016: Finding Miss Universe Albania, Vizion Plus
- 2016: VIP Zone, Vizion Plus